# Guglielmo Stendardo
Guglielmo Stendardo (Napoli, 6 maggio 1981) è un allenatore di calcio ed ex calciatore italiano, di ruolo difensore, tecnico del Valmontone.

## Biografia
È il fratello maggiore dell'ex calciatore Mariano Stendardo.
Dopo essersi laureato in giurisprudenza alla Link Campus University of Malta, nel dicembre del 2012 ha sostenuto l'esame di stato per diventare avvocato. Nel 2012 risultava essere addetto ai lavori di cattedra in "attività sportiva e rapporti di lavoro" nella stessa università dove si è laureato, ma attualmente non compare più nell'elenco dei docenti.
Dal 2021 è titolare di un resort ad Agropoli.

## Carriera

### Giocatore

#### Gli esordi e gli anni in Serie B
Cresciuto nel Napoli, insieme al fratello Mariano, esordisce in Serie A nella partita Napoli-Bari 2-2 il 16 maggio 1998. Nella squadra campana resta solo per una stagione, facendo solo quella presenza. L'anno seguente si trasferisce alla Sampdoria dove giocherà per cinque stagioni in Serie B, collezionando 33 presenze totali.
Nella stagione 2002-2003 viene ceduto in prestito per sei mesi alla Salernitana, dove colleziona 17 presenze, coronate da 4 reti. Ancora cambi di maglia sempre in serie B negli anni successivi, con Catania (42 presenze, in prestito dal Perugia, che lo rileva nell'estate 2003) e Perugia (35 presenze e 2 gol).

#### Lazio
In seguito al fallimento del Perugia di Luciano Gaucci, nella stagione 2005-2006 ritrova la Serie A trasferendosi alla Lazio; torna così a giocare nel massimo campionato italiano dopo sette anni. Nella sua prima stagione, 2005-2006, scende in campo 18 volte segnando una rete nella vittoria per 1-4 ad Ascoli, mentre nella stagione seguente totalizza 21 presenze e 3 gol (a Parma ed Udine i primi due, all'Olimpico il decisivo 1-0 al Messina).
Il Campionato 2007-2008 comincia bene in quanto gli infortuni di Siviglia e Diakité lo promuovono titolare in difesa accanto a Cribari per tutta la prima parte della stagione, durante la quale alterna buone prestazioni ed altre meno positive, complice anche il calo di rendimento di tutta la squadra. A metà dicembre, in seguito all'esclusione dall'undici titolare della trasferta a Madrid per la partita contro il Real, litiga con Delio Rossi provocando la reazione della dirigenza che lo mette fuori rosa.

#### Juventus e Lecce
Nel gennaio 2008 la Juventus, versando 400 000 euro nelle casse biancocelesti, lo prende in prestito fino a giugno; la cifra del riscatto viene invece fissata a 12 milioni, un prezzo volutamente elevato poiché la società torinese non è interessata al riscatto. Esordisce con la maglia numero 25 bianconera il 30 gennaio, nel derby d'Italia Juventus-Inter valido per la Coppa Italia. In campionato l'esordio avviene il successivo 16 marzo, nella gara interna contro il Napoli.
Le sue buone prestazioni convincono i dirigenti juventini a trattare con Lotito per il riscatto a un prezzo inferiore a quello concordato ma, non raggiungendo l'accordo, nell'estate del 2008 ritorna a Roma in attesa di una nuova sistemazione. Nell'ultimo giorno del mercato estivo viene dato in prestito per un anno al Lecce, neopromosso in Serie A. Con i salentini disputa 21 gare in Serie A.

#### Ritorno alla Lazio
Nella stagione 2009-2010 lascia il Lecce e ritorna nell'organico della Lazio che tuttavia lo colloca immediatamente sul mercato. Sulla panchina biancoceleste arriva l'allenatore Davide Ballardini che, di comune accordo con la società, lo mette fuori rosa. La squadra del tecnico ravennate, però, gioca male e in Europa League, dove Stendardo non è nemmeno inserito in lista, raccoglie un'eliminazione nel girone qualificatorio. Nel mese di novembre il calciatore si riconcilia con Lotito e Ballardini. Il suo ritorno in campo avviene nella partita tra Napoli e Lazio del 22 novembre 2009, dopo la quale inanella una serie di buone prestazioni mettendo a segno anche due reti: una nella partita contro il Chievo del 24 gennaio 2010, l'altra il 14 febbraio nella partita contro il Parma.
Il 10 febbraio 2010 Ballardini viene sostituito da Edoardo Reja: Stendardo viene impiegato maggiormente e le sue prestazioni, come quelle dell'intera squadra, migliorano notevolmente. Grazie agli ottimi risultati ottenuti nella seconda parte della stagione concluderà al dodicesimo posto in campionato alle spalle della Fiorentina totalizzando 19 presenze e due gol in campionato e due presenze in Coppa Italia. Tuttavia nelle due annate successive Stendardo viene schierato con il contagocce da Reja: 14 volte durante la prima, e mai nella seconda.

#### Atalanta
Il 18 gennaio 2012 viene ceduto in prestito alla società bergamasca dell'Atalanta; l'esordio con la nuova maglia avviene il 29 febbraio 2012 contro il Cesena, quando viene schierato in campo dal primo minuto. Al termine della stagione il difensore torna alla Lazio, dopo la fine del prestito. L'8 agosto 2012 Stendardo torna di nuovo all'Atalanta, questa volta a titolo definitivo. Il primo centro in maglia nerazzurra lo fa il 20 gennaio 2013, nella partita contro il Cagliari allo Stadio Atleti Azzurri d'Italia. Il 19 maggio nell'ultima giornata di campionato mette a segno il gol del momentaneo 1-0 nella partita pareggiata per 2-2 contro il ChievoVerona.
Il campionato calcistico 2013-2014 lo inizia siglando due reti nelle prime due partite di campionato, contro Cagliari e Torino; nel corso della stagione raccoglie in totale 28 presenze in campionato, venendo riconfermato in squadra anche per la stagione 2014-2015, nella quale va a segno 2 volte in 24 partite di campionato. Tra l'altro in questa stagione, a seguito dell'esonero di Stefano Colantuono il 4 marzo 2015 torna a essere allenato da Edoardo Reja.
Il 30 agosto 2015 sigla il primo gol dell'Atalanta della stagione 2015-2016 nella vittoria interna per 2-0 contro il neopromosso Frosinone; termina la stagione giocando 16 partite, arrivando così a quota 120 partite (115 in Serie A e 5 in Coppa Italia) e 7 reti con la maglia del club bergamasco. La stagione non è delle più felici per il difensore napoletano anche per via di alcune vicissitudini proprio con Reja. L'anno seguente scende in campo in solamente una partita.

#### Gli ultimi anni
Il 3 gennaio 2017 si trasferisce a titolo definitivo al Pescara. Il 20 febbraio 2018 rescinde il contratto consensualmente e abbandona una prima volta il calcio giocato.
Nel dicembre di quell’anno ritorna al calcio giocato, firmando un contratto con la LUISS, squadra militante nella Promozione laziale. Ha debuttato con la nuova maglia il 9 dicembre 2018, nella vittoria interna contro la Virtus Olympia Roma SB. Contribuisce alla promozione in Eccellenza Lazio nel 2019-2020 fino alla sospensione dovuta al COVID-19.

### Dopo il ritiro
Svolge l'attività di avvocato, rappresentando diversi giovani calciatori e insegnando anche Diritto dello Sport alla LUISS. È inoltre opinionista in diverse trasmissioni di Rai Sport oltre ad essere spesso ospite a Sportitalia.
Dal 2020 cura la parte tecnica e manageriale della squadra Under 15 A.S.D. Primavera Roma. L’anno seguente, nel mese di ottobre sostituisce Cristian Ledesma sulla panchina della LUISS arrivando terzo nel campionato di Eccellenza Lazio 2021-2022.
Nel settembre del 2022 consegue il patentino UEFA A a Coverciano, che abilita ad allenare formazioni giovanili e squadre fino alla Lega Pro, e consente di essere allenatore in seconda in Serie A e B. In questa stagione perde la finale di Coppia Italia di Eccellenza contro il SSD Formia e in campionato arriva ottavo. Nel settembre del 2023 inizia il corso UEFA Pro a Coverciano, il massimo livello di formazione per un tecnico. In questa annata la LUISS arriva dodicesima, nel 2024 conquista al salvezza e  a fine campionato le strade si separano.
Dal 26 novembre 2024 subentra alla guida del Valmontone in Eccellenza Lazio, con cui nel 2025 è finalista nella Coppa Italia di categoria e ottiene la promozione in Serie D vincendo il girone A, a fine campionato le strade si dividono.

## Statistiche

### Presenze e reti nei club
| Stagione         | Squadra          | Campionato       | Campionato | Campionato | Coppe nazionali | Coppe nazionali | Coppe nazionali | Coppe continentali | Coppe continentali | Coppe continentali | Altre coppe | Altre coppe | Altre coppe | Totale | Totale |
| Stagione         | Squadra          | Comp             | Pres       | Reti       | Comp            | Pres            | Reti            | Comp               | Pres               | Reti               | Comp        | Pres        | Reti        | Pres   | Reti   |
| ---------------- | ---------------- | ---------------- | ---------- | ---------- | --------------- | --------------- | --------------- | ------------------ | ------------------ | ------------------ | ----------- | ----------- | ----------- | ------ | ------ |
| 1997-1998        | Napoli           | A                | 1          | 0          | CI              | 0               | 0               | -                  | -                  | -                  | -           | -           | -           | 1      | 0      |
| 1998-1999        | Sampdoria        | A                | 0          | 0          | CI              | 0               | 0               | -                  | -                  | -                  | -           | -           | -           | 0      | 0      |
| 1999-2000        | Sampdoria        | B                | 6          | 0          | CI              | 5               | 0               | -                  | -                  | -                  | -           | -           | -           | 11     | 0      |
| 2000-2001        | Sampdoria        | B                | 19         | 0          | CI              | 2               | 0               | -                  | -                  | -                  | -           | -           | -           | 21     | 0      |
| 2001-2002        | Sampdoria        | B                | 8          | 0          | CI              | 4               | 0               | -                  | -                  | -                  | -           | -           | -           | 12     | 0      |
| 2002-gen. 2003   | Sampdoria        | B                | 0          | 0          | CI              | 3               | 0               | -                  | -                  | -                  | -           | -           | -           | 3      | 0      |
| Totale Sampdoria | Totale Sampdoria | Totale Sampdoria | 33         | 0          |                 | 14              | 0               |                    |                    |                    |             |             |             | 48     | 0      |
| gen.-giu. 2003   | Salernitana      | B                | 17         | 4          | CI              | 0               | 0               | -                  | -                  | -                  | -           | -           | -           | 17     | 4      |
| 2003-2004        | Catania          | B                | 42         | 0          | CI              | 1               | 0               | -                  | -                  | -                  | -           | -           | -           | 43     | 0      |
| 2004-2005        | Perugia          | B                | 32         | 2          | CI              | 2               | 0               | -                  | -                  | -                  | -           | -           | -           | 34     | 2      |
| 2005-2006        | Lazio            | A                | 18         | 1          | CI              | 3               | 0               | Int                | 0                  | 0                  | -           | -           | -           | 21     | 1      |
| 2006-2007        | Lazio            | A                | 21         | 3          | CI              | 3               | 0               | -                  | -                  | -                  | -           | -           | -           | 24     | 3      |
| 2007-gen. 2008   | Lazio            | A                | 13         | 0          | CI              | 2               | 0               | UCL                | 7                  | 0                  | -           | -           | -           | 22     | 0      |
| gen.-giu. 2008   | Juventus         | A                | 5          | 0          | CI              | 1               | 0               | -                  | -                  | -                  | -           | -           | -           | 6      | 0      |
| 2008-2009        | Lecce            | A                | 21         | 0          | CI              | 0               | 0               | -                  | -                  | -                  | -           | -           | -           | 21     | 0      |
| 2009-2010        | Lazio            | A                | 19         | 2          | CI              | 2               | 0               | UEL                | 0                  | 0                  | SI          | 0           | 0           | 21     | 2      |
| 2010-2011        | Lazio            | A                | 14         | 0          | CI              | 2               | 1               | -                  | -                  | -                  | -           | -           | -           | 16     | 1      |
| 2011-gen. 2012   | Lazio            | A                | 0          | 0          | CI              | 0               | 0               | UEL                | 0                  | 0                  | -           | -           | -           | 0      | 0      |
| Totale Lazio     | Totale Lazio     | Totale Lazio     | 85         | 6          |                 | 12              | 1               |                    | 7                  | 0                  |             | -           | -           | 104    | 7      |
| gen.-giu. 2012   | Atalanta         | A                | 16         | 0          | CI              | 0               | 0               | -                  | -                  | -                  | -           | -           | -           | 16     | 0      |
| 2012-2013        | Atalanta         | A                | 32         | 2          | CI              | 0               | 0               | -                  | -                  | -                  | -           | -           | -           | 32     | 2      |
| 2013-2014        | Atalanta         | A                | 28         | 2          | CI              | 2               | 0               | -                  | -                  | -                  | -           | -           | -           | 30     | 2      |
| 2014-2015        | Atalanta         | A                | 24         | 2          | CI              | 2               | 0               | -                  | -                  | -                  | -           | -           | -           | 26     | 2      |
| 2015-2016        | Atalanta         | A                | 15         | 1          | CI              | 1               | 0               | -                  | -                  | -                  | -           | -           | -           | 16     | 1      |
| 2016-gen. 2017   | Atalanta         | A                | 1          | 0          | CI              | 0               | 0               | -                  | -                  | -                  | -           | -           | -           | 1      | 0      |
| Totale Atalanta  | Totale Atalanta  | Totale Atalanta  | 116        | 7          |                 | 5               | 0               |                    | -                  | -                  |             | -           | -           | 121    | 7      |
| gen.-giu. 2017   | Pescara          | A                | 10         | 0          | CI              | 0               | 0               | -                  | -                  | -                  | -           | -           | -           | 10     | 0      |
| Totale carriera  | Totale carriera  | Totale carriera  | 363        | 20         |                 | 34              | 1               |                    | 7                  | 0                  |             | -           | -           | 404    | 20     |

## Palmarès

### Giocatore

#### Competizioni giovanili
- Coppa Italia Primavera: 1

Napoli: 1996-1997

#### Competizioni nazionali
- Supercoppa italiana: 1

Lazio: 2009

### Allenatore
- Eccellenza: 1

Valmontone: 2024-2025